# Рихард Давид Прехт
Рихард Давид Прехт (на немски: Richard David Precht) е германски философ и автор, който става известен преди всичко чрез научнопопулярни книги и телевизионни предавания на философски теми.

## Биография
Рихард Давид Прехт е роден на 8 декември 1964 г. в Золинген, Западна Германия. Израства в семейство от пет деца, от тях две осиновени виетнамски деца, които неговите родители приемат през 1969 и 1972 г. като знак на протест срещу войната във Виетнам. Неговият баща работи като промишлен дизайнер в предприятие в Солинген и се занимава с литература, както и с изграждането и поддръжката на една по-голяма частна библиотека. Майката се ангажира в детската помощна организация Terre des Hommes. Децата израстват в силно ляво-либерална среда.
След завършването на средно образование през юни 1984 г. в Гимназията Швертстрасе в Солинген (на немски: Gymnasium Schwertstraße), Прехт отслужва своята алтернативна гражданска служба (на немски: Zivildienst) като общински помощник до септември 1985 г. След това започва да следва философия, германистика и История на изкуството в Кьолнския университет и през 1994 г. защитава дисертация по германистика.

### Книги
- Noahs Erbe. Vom Recht der Tiere und den Grenzen des Menschen. Reinbek bei Hamburg: Rowohlt, 2000 ISBN 3-499-60872-3
- Die Kosmonauten. Roman. München: Kiepenheuer & Witsch, 2003 ISBN 978-3-462-03216-1
- Baader braun. In: Iris Radisch (Hrsg.): Die Besten 2004. Klagenfurter Texte. Die 28. Tage der deutschsprachigen Literatur in Klagenfurt. München/Zürich: Piper, 2004 ISBN 3-492-04648-7
- Wer bin ich – und wenn ja, wie viele? Eine philosophische Reise. München: Goldmann, 2007 ISBN 978-3-442-31143-9
- (в съавторство с Georg Jonathan Precht) Die Instrumente des Herrn Jørgensen. Roman. München: Goldmann, 2009 ISBN 978-3-442-47115-7
- Liebe: Ein unordentliches Gefühl. München: Goldmann, 2010 ISBN 978-3-442-15554-5
- Die Kunst, kein Egoist zu sein. Warum wir gerne gut sein wollen und was uns davon abhält. München: Goldmann, 2010 ISBN 978-3-442-31218-4
- Lenin kam nur bis Lüdenscheid. Meine kleine deutsche Revolution. Berlin: Ullstein, 2011 ISBN 978-3-548-37323-2
- Warum gibt es alles und nicht Nichts? Ein Ausflug in die Philosophie. München: Goldmann, 2011 ISBN 978-3-442-31238-2
- Anna, die Schule und der liebe Gott. Der Verrat des Bildungssystems an unseren Kindern. München: Goldmann, 2013 ISBN 978-3-442-31261-0

### Избрани статии
- Die Invasion der Bilder. Niemand stellt Fragen, das Digitalfernsehen antwortet. В: Die Zeit, 8. August 1997.
- Grüne Sorgen, schwarze Visionen. Ökologie in der angstfreien Gesellschaft. Във: FAZ, 20. März 1999.
- Nach den Spielregeln der Biologie. Ernst Haeckel und seine heutigen Nachfahren. Във: FAZ, 15. Januar 2000.
- Hoch die Löffel, Brüder Hasen. Der dritte Anlauf: Am Freitag soll Tierschutz als Staatsziel ins Grundgesetz. Във: FR, 16. Mai 2002.
- Einstürzende Sandburgen. Warum der Schöpfer der „Sphärologie“ ein begnadeter Sprachkünstler und Kritiker, aber kein großer Philosoph ist. Архив на оригинала от 2020-07-19 в Wayback Machine. В: Literaturen Juli/August 2004
- ... und keiner wacht auf. Leben wir noch in einer Demokratie, oder überlassen wir die Politik lieber einer kleinen Führungselite? В: Die Zeit 24/2010 vom 10. Juni 2010.
- Immer Mehr ist immer Weniger. Wer bestimmt eigentlich über den Fortschritt? В: Der Spiegel, Nr. 5/2011, 31. Januar 2011.

## Филмография
- Lenin kam nur bis Lüdenscheid. Dokumentar– und Spielfilm, Deutschland, 2008, 88 Min., Drehbuch: Richard David Precht, Regie: André Schäfer, Produktion: Florianfilm, im Auftrag von WDR, SWR, Kino-Premiere: 1. Juni 2008 in Solingen, Film-Besprechung:[3]

## За него
- Gero von Boehm. Richard David Precht. 18. Februar 2009. Интервю в: Begegnungen. Menschenbilder aus drei Jahrzehnten. Collection Rolf Heyne, München 2012, ISBN 978-3-89910-443-1, S.650 – 660